# Chelonus orchis
Chelonus orchis är en stekelart som beskrevs av De Saeger 1948. Chelonus orchis ingår i släktet Chelonus och familjen bracksteklar. Inga underarter finns listade i Catalogue of Life.